# جو تومسون
جو تومسون (بالإنجليزية: Joe Thomson)‏ (14 يناير 1997 في المملكة المتحدة - ) هو مدرب كرة قدم ولاعب كرة قدم بريطاني في مركز الوسط. شارك مع منتخب اسكتلندا تحت 16 سنة لكرة القدم ومنتخب اسكتلندا تحت 17 سنة لكرة القدم ومنتخب اسكتلندا تحت 19 سنة لكرة القدم. أما مع النوادي، فقد لعب مع نادي سلتيك.

## وصلات خارجية
- جو تومسون على موقع الاتحاد الإسكتلندي (الإنجليزية)
- جو تومسون على موقع قاعدة بيانات كرة القدم.إي يو (الإنجليزية)
- جو تومسون على موقع Soccerbase.com (لاعب) (الإنجليزية)
- جو تومسون على موقع Soccerway.com (الإنجليزية)